# شهرستان پوکاهانتس (ویرجینیای غربی)
شهرستان پوکاهانتس، ویرجینیای غربی (به انگلیسی: Pocahontas County, West Virginia) یک سکونتگاه مسکونی در ایالات متحده آمریکا است که در ویرجینیای غربی واقع شده‌است.

## خصوصیات
شهرستان پوکاهانتس ۲٬۴۳۹٫۷۸ کیلومترمربع مساحت دارد.